# Videografia de Michael Jackson

O artista estadunidense Michael Jackson (1958-2009) realizou sua estreia profissional no cenário musical aos cinco anos de idade como membro do The Jackson 5 - composto por seus irmãos - deu início a sua carreira solo em 1971, ainda sem se desligar do grupo. Conhecido internacionalmente como "Rei do Pop" nos anos seguintes, Jackson promoveu sete de seus álbuns de estúdio através de mais de 40 videoclipes (ou "curta-metragens", como o próprio artista referenciava). No início da década de 1980, Jackson tornou-se figura de destaque na cultura popular, sendo também o primeiro artista afro-americano transmitido em emissoras de televisão tradicionais no setor musical, como a MTV. A popularidade e aceitação crítica de seus vídeos musicais transmitidos pela emissora, tais como "Beat It", "Billie Jean" e "Thriller" - creditados como transformadores da indústria musical à época e influenciadores para outros artistas contemporâneos - acabaram por elevar a emissora a um patamar de maior adesão de público. Outros vídeos musicais, como os polêmicos, mas consagrados "Black or White" e "Scream" mantiveram o cantor no topo das transmissões da emissora na década de 1990. No entanto, algumas destas produções receberam críticas severas por conta da temática sexual, violenta e obscura; enquanto outros foram laureados com diversas premiações e incluídos no Guinness World Records por extensão, sucesso ou custo de produção.
A primeira atuação de Jackson em cinema foi como Espantalho no musical The Wiz (1978). Posteriormente, o cantor e ator realizaria performances em Men in Black II (2002), Miss Cast Away (2004), além de estrelar e produzir Moonwalker em 1988, no qual contracenou com Joe Pesci e que deu origem a vários de seus videoclipes. O cantor também foi convidado especial em um episódio de The Simpsons na década de 1990. Alguns de seus videoclipes são notórios também pela extensão. Captain EO (1986), um vídeo de 17 minutos de duração, custou 30 milhões de dólares, sendo o videoclipe mais caro à época do lançamento. Michael Jackson's Ghosts (1996), no qual Jackson interpreta cinco personagens distintos, é ainda hoje creditado como o mais extenso vídeo musical de todos os tempos.

## Vídeos musicais
| Ano  | Título                           | Artistas convidados   | Direção                     | Descrição | Ref.                 |
| 1976 | "Enjoy Yourself"                 | The Jacksons          |                             | Vídeo musical produzido para promover o single homônimo, contando com a participação do The Jacksons. Foi relançado no DVD Michael Jackson's Vision. | [ 12 ]               |
| 1978 | "Blame It on the Boogie"         | The Jacksons          | Peter Conn                  | Vídeo musical produzido para promover o single homônimo, contando com a participação do The Jacksons dançando em um palco negro. | [ 13 ]               |
| 1979 | "Don't Stop 'Til You Get Enough" | —                     | Nick Saxton                 | O primeiro vídeo musical da carreira solo de Jackson, demonstra o cantor sorridente cantando e dançando a canção homônima em traje de gala sobre figuras geométricas produzidas através de chroma key. Sobre um palco, Jackson dança em triplicado, o que foi considerada uma inovação à época. | [ 14 ]               |
| 1979 | "Rock with You"                  | —                     | Bruce Gowers                | O vídeo apresenta Jackson em traje reluzente trabalhado em lantejoulas, performando a canção homônima à frente de um laser. Foi filmado em um estúdio de Los Angeles. | [ 14 ]               |
| 1980 | "She's Out of My Life"           | —                     | Bruce Gowers                | O vídeo musical apresenta Jackson sentado sobre um banco em uma sala escura cantando a canção enquanto iluminado por um feixe de luz. O vídeo utiliza a técnica de "tela dividida" para mostrar o cantor simultaneamente em dois palcos a partir do segundo verso da canção. | [ 14 ]               |
| 1980 | "Can You Feel It"                | The Jacksons          | Bruce Gowers Robert Abert   | O vídeo musical foi elogiado pelos marcantes efeitos visuais desenvolvidos por Robert Abel, incluindo maremotos, explosões e uma imagem maximizada dos artistas andando sobre uma cidade. Jackson foi o responsável pelo conceito do vídeo e seus sobrinhos - Taj e Taryll - atuaram como figurantes. | [ 14 ]               |
| 1983 | "Billie Jean"                    | —                     | Steve Barron                | O curta-metragem de "Billie Jean" é considerado o principal carro-chefe da então pouco conhecida MTV. É um dos primeiros vídeos musicais estrelados por um artista afro-americano a ser transmitido pela regularmente emissora. No vídeo, Jackson trajando um terno preto, dança sobre pisos iluminados em uma cidade aparentemente deserta. | [ 14 ]               |
| 1983 | "Beat It"                        | —                     | Bob Giraldi                 | O vídeclipe de "Beat Ir" ajudou a promover a imagem de Jackson como um ícone da música pop internacional. Além disto, foi um dos mais caros vídeos musicais de sua época, tendo custado mais 150 mil dólares ao artista. O vídeo, que inclui uma cena de Jackson e sua gangue fugindo e posteriormente lutando contra uma gangue rival, teve como locação o bairro de Skid Row, em Los Angeles.                                                                                                   | [ 14 ] [ 15 ] [ 16 ] |
| 1983 | "Say Say Say"                    | Paul McCartney        | Bob Giraldi                 | No curta-metragem que serve de vídeo para a canção, Jackson e McCartney interpretam "Mac e Jack", uma dupla de vigaristas que vendem uma "poção miraculosa". O vídeo foi filmado em Los Alamos e Santa Barbara, tendo custado 500 mil dólares. Linda McCartney e La Toya Jackson realizam uma participação especial. | [ 17 ] [ 18 ]        |
| 1983 | "Thriller"                       | —                     | John Landis                 | "Thriller" tornou-se um dos maiores sucessos da carreira de Jackson, tendo sido filmado no "Palace Theatre" de Los Angeles. No vídeo, Jackson interpreta um rapaz levando uma amiga ao cinema. Em seguida, ele a pede em namoro, mas é noite de lua cheia e Jackson se transforma em uma terrível criatura. Jackson, agora transformado, dança e canta a canção com um grande grupo de zumbis e outras criaturas míticas de terror. Os versos de rap da canção e a narração são de Vincent Price. | [ 14 ] [ 19 ]        |
| 1984 | "Somebody's Watching Me"         | Rockwell              | Francis Delia               | O vídeo musical ressalta o tom paranoico da canção inspirado na temática de casa assombrada, incluindo imagens de corvos, tumbas e uma referência à icônica "cena do chuveiro" em Psycho. | [ 20 ] [ 21 ]        |
| 1985 | "We Are the World"               | USA for Africa        | Tom Trbovich                | A canção foi composta por Michael Jackson e Lionel Richie visando um projeto de caridade para combater a fome em alguns países africanos. O grupo de vários artistas, denominado "USA for Africa", reuniu-se em um estúdio de Los Angeles para gravar a canção em forma de coral, regido por Quincy Jones. Jackson, no entanto, gravou sua participação separadamente alguns dias antes da gravação oficial.                                                                                      | [ 22 ] [ 23 ] [ 24 ] |
| 1985 | "Eaten Alive"                    | Diana Ross Barry Gibb | David Hogan                 | O vídeo, inspirado em The Island of Doctor Moreau, apresenta Diana Ross interpretando um demônio semelhante a um felino que seduz um homem (Joseph Gian) após ser perseguido por quimeras. | [ 25 ] [ 26 ]        |
| 1987 | "Bad"                            | —                     | Martin Scorsese             | O vídeo musical de 18 minutos de duração foi escrito pelo romancista e roteirista Richard Price. O vídeo tece inúmeras referências ao filme West Side Story, de 1961. | [ 14 ] [ 27 ]        |
| 1987 | "The Way You Make Me Feel"       | —                     | Joe Pytka                   | Coreografado por Vincent Paterson, assim como "Thriller". No vídeo, Jackson se apaixona por uma garota após esta ser perseguida por um grupo de malfeitores. Joe Seneca, Sean Cheesman e Tatiana Thumbtzen são alguns dos atores do vídeo. | [ 28 ]               |
| 1988 | "Man in the Mirror"              | —                     | Donald Wilson               | É considerado um grande divisor de águas nos vídeos musicais de Jackson, especialmente porque o cantor não aparece fisicamente na maior parte das imagens, exceto por uma breve aparição diante de uma multidão no final. O vídeo apresenta uma montagem de imagens de eventos históricos e figuras proeminentes, como Martin Luther King Jr., Desmond Tutu e Madre Teresa de Calcutá. | [ 14 ] [ 29 ]        |
| 1988 | "Dirty Diana"                    | —                     | Joe Pytka                   | O vídeo musical de "Dirty Diana" é, na realidade, uma filmagem de uma performance ao vivo da canção. | [ 12 ]               |
| 1988 | "Another Part of Me"             | —                     | Patrick Kelly               | No vídeo, Jackson performa a canção ao vivo durante sua Bad World Tour. As imagens são de um concerto no Estádio de Wembley, enquanto a trilha sonora foi obtida a partir de uma gravação multicanal do mesmo dia mixada às gravações de um concerto no Parc des Princes dias depois. | [ 30 ]               |
| 1988 | "Smooth Criminal"                | —                     | Colin Chilvers              | No videoclipe, Jackson e seus dançarinos executam o famoso passo "The Lean", inclinando-se a mais de 45 graus. Para tal manobra, um mecanismo de engate foi instalado no palco e nos calçados dos dançarinos, permitindo assim que todos inclinassem o corpo à frente sem cair. No vídeo, Jackson está a procura de uma garota e acaba por enfrentar uma gangue de mafiosos. O figurino, assim como de "Thriller" e "Beat It", é um dos mais aclamados e icônicos de sua carreira.                | [ 14 ] [ 31 ]        |
| 1988 | "Speed Demon"                    | —                     | Jerry Kramer Will Vinton    | Jackson filmou o videoclipe para promover a canção homônima que, por sua vez, era um seguimento de Moonwalker. | [ 32 ]               |
| 1988 | "Come Together"                  | —                     | Jerry Kramer Colin Chilvers | Jackson filmou o videoclipe para promover a canção homônima que, por sua vez, era um seguimento de Moonwalker. |                      |
| 1989 | "Leave Me Alone"                 | —                     | Jim Blashfield              | O videoclipe foi lançado em 2 de janeiro de 1989 e inclui imagens de lhamas e pavões de uma reserva selvagem e um parque de diversões. Como o próprio título evidencia, o vídeo foi produzido como resposta às críticas que o cantor vinha sofrendo ao longo dos anos. | [ 14 ]               |
| 1989 | "2300 Jackson Street"            | The Jacksons          | Grey Gold                   | O vídeo conta com a participação de membros da Família Jackson, com exceção de La Toya e Marlon Jackson, incluindo também os sobrinhos de Michael. | [ 33 ]               |
| 1989 | "Liberian Girl"                  | —                     | Jim Yukich                  | | [ 34 ]               |

## Filmografia
| Título                                                | Ano de lançamento | Diretor               | Papel                                              | Observação                                     | Ref.   |
| ----------------------------------------------------- | ----------------- | --------------------- | -------------------------------------------------- | ---------------------------------------------- | ------ |
| The Wiz                                               | 1978              | Sidney Lumet          | Scarecrow                                          | Musical adventure film                         |        |
| Making of Michael Jackson's Thriller                  | 1983              | John Landis           | Ele mesmo                                          | Documentário                                   | [ 35 ] |
| Captain EO                                            | 1986              | Francis Ford Coppola  | Captain EO                                         | Curta-metragem                                 | [ 36 ] |
| Moonwalker                                            | 1988              | Jerry Kramer          | Ele mesmo                                          | Anthology film Produtor executivo Story writer | [ 37 ] |
| Michael Jackson's Ghosts                              | 1996              | Stan Winston          | Maestro/ Mayor/ Mayor Ghoul/ Super Ghoul/ Skeleton | Curta-metragem                                 | [ 38 ] |
| Men in Black II                                       | 2002              | Barry Sonnenfeld      | Agent M                                            | Cameo                                          | [ 39 ] |
| Miss Cast Away and the Island Girls                   | 2004              | Bryan Michael Stoller | Agent MJ                                           | Cameo                                          | [ 40 ] |
| Michael Jackson's This Is It                          | 2009              | Kenny Ortega          | Ele mesmo                                          | Documentário                                   | [ 41 ] |
| Michael Jackson: The Life of an Icon                  | 2011              | Andrew Eastel         | Ele mesmo                                          | Documentário                                   | [ 42 ] |
| Bad 25                                                | 2012              | Spike Lee             | Ele mesmo                                          | Documentário                                   | [ 43 ] |
| Michael Jackson: The Last Photo Shoot                 | 2014              | Craig Williams        | Ele mesmo                                          | Documentário                                   | [ 44 ] |
| Michael Jackson's Journey from Motown to Off the Wall | 2016              | Spike Lee             | Ele mesmo                                          | Documentário                                   | [ 45 ] |
| Thriller 40                                           | 2023              | Nelson George         | Ele mesmo                                          | Documentário                                   | [ 46 ] |